# Limatus flavisetosus
Limatus flavisetosus är en tvåvingeart som beskrevs av Oliviera Castro 1935. Limatus flavisetosus ingår i släktet Limatus och familjen stickmyggor. Inga underarter finns listade i Catalogue of Life.